# Антоній Поніковський
Антоній Пониківський (пол. Antoni Ponikowski, 29 травня 1878, Седльце, Царство Польське, Російська імперія — 27 грудня 1949, Варшава, ПНР) — польський державний і політичний діяч, історик, вчений, прем'єр-міністр у 1918 та 1921–1922 роках.

## Політична діяльність
У 1900 році Антоній Пониківський вступає у Національну Лігу, в якій зберфгає членство до 1911 року. Крім політичної діяльності займається розвитком освіти, будучі членом Національної Асоціації Освіти Седльцького повіту. До Першої світової війни є активістом Націонал-демократичної партії.

## Незалежна Польща

### Управлінська кар'єра
У 1917 році Антоній Пониківський був членом Комітету з сільського господарства Департамента національної економіки Тимчасового Державної ради і членом Департаменту праці.

### Міністр релігійних конфесій і народної освіти
В першому уряді Королівства Польського протягом 7 грудня 1917 — 4 листопада 1918 років обіймав посаду міністра релігійних конфесій і народної освіти.

### Прем'єр-міністр Королівства Польща
У лютому 1918 року Антонію Поніковському роблять пропозицію стати прем'єр-міністром уряду, на яку він дає згоду. На цій посаді особливо не відзначився через короткий строк правління (27 лютого-4 квітня 1918 року).

### Прем'єр-міністр Республіки Польща
З 19 вересня 1921 по 6 червня 1922 роки прем'єр-міністр Польщі. Крім того, одночасно очолює міністерство релігійних конфесій та освіти громадськості та Міністерство культури і мистецтв. Його уряд пішов у відставку через жорсткі суперечки з диктаторським режимом, що був встановлений Юзефом Пілсудським.

## Після відставки

### Викладацька та культурницька діяльність
Після відставки Поніковський займається академічною та науковою діяльністю та бере участь у низці неурядових організацій. У 1921 році очолює Варшавський технологічний університет метрології. В ньому ж читає лекції з історії.

### Обрання до Сейму
У листопаді 1930 року Поніковський був обраний до Сейму. У березні 1935 року він відмовився від свого депутатського мандата і відійшов від політичного життя. Після завершення Другої світової війни бере участь у діяльності наукових установ, зокрема очолює кафедру геодезії Варшавського технологічного університету метрології.
Після 1925 він був президентом Комітету Музею промисловості і сільського господарства у Варшаві, в 1925—1927 голова Ради ППО. Він також був активним політиком, що входив до складу Верховної Ради Християнсько-демократичної партії. Починаючи з 1928 року, один з членів Ради опікунів Фонду Сулковського.

## Особисте життя
Одружений з Керолайн Ополе, мав 7 дітей.